# Våtdräkt

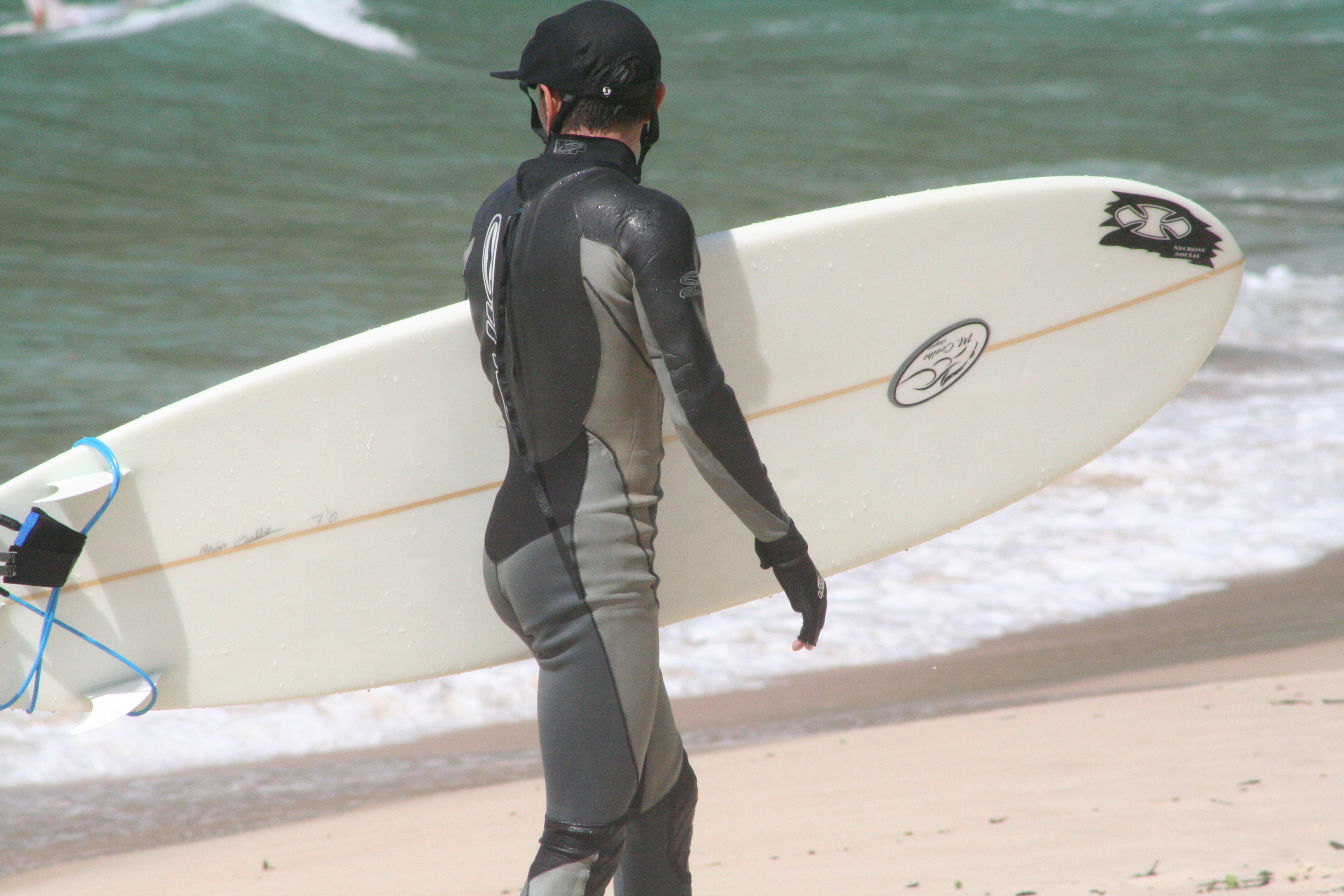
En surfare i våtdräkt.

En våtdräkt är en tätsittande typ av dykardräkt, vanligen av gummi, som används vid bland annat dykning, vattenskidåkning, vindsurfing, snorkling och paddling. Våtdräkten är gjord av neopren. Neoprenet fungerar som ett isolerande lager runt kroppen. Till skillnad från en torrdräkt släpper våtdräkter in en del vatten, men inte mer än att det snabbt värms upp av kroppsvärmen. Dräkten ska sitta tight för att fungera optimalt. Om det finns en stor luftspalt mellan dräkten och kroppen tränger för mycket vatten in och kyler ner kroppen. Våtdräkten har även en viss flytkraft som beror på materialets tjocklek.
Våtdräkter finns i olika utföranden, till exempel med långa eller korta ärmar samt med olika materialtjocklekar. En tjock våtdräkt med långa ärmar och ben är varmare och har mer flytkraft än en tunn med korta ärmar och ben.
Ordet "våtdräkt" finns belagt i svenska språket sedan 1967.